# بيج موس
بيج موس (بالإنجليزية: Paige Moss)‏ هي ممثلة أمريكية، ولدت في 30 يناير 1973 في باوي في الولايات المتحدة.

## أعمال

### مسلسلات
- بيفرلي هيلز 90210
- جاغ

## وصلات خارجية
- بيج موس على موقع IMDb (الإنجليزية)
- بيج موس على موقع ألو سيني (الفرنسية)
- بيج موس على موقع أول موفي (الإنجليزية)
- بيج موس على موقع قاعدة بيانات الأفلام السويدية (السويدية)
- بيج موس على موقع قاعدة بيانات الفيلم (الإنجليزية)
- بيج موس على موقع كينوبويسك (الروسية)